# Бессмертие (даосизм)
Отличительной чертой даосизма и китайской традиции является представление о возможности достижения человеком бессмертия. Науке о бессмертии и практике достижения бессмертия посвящено множество книг. Рецепты достижения бессмертия собирались на протяжении тысяч лет и уходят в глубокую древность. В литературе можно встретить также свидетельства о долгожителях и небожителях, тема бессмертия затрагивается в мифах и легендах, исследования по поводу достижения бессмертия проводились в очень древние времена, императоры пытались достичь бессмертия многочисленными способами. Особенно известны поиски бессмертия императором Цинь Шихуанди.
Понимание бессмертия и его природы на протяжении множества столетий сильно менялось. Поиски бессмертия подстегнули также китайскую медицину, достижения которой применяются до сих пор.

## Предыстория
В бронзовых надписях Западного Чжоу наиболее популярной формулой благопожелания является шоу 壽, в то время как потустороннее существование предков являлось совместным достоянием клана и служило его интересам. В Восточной Чжоу (начиная с 8 века до н. э.) появляется новый религиозный «стандарт», который предполагает персональные усилия для достижения бессмертия и не связывается с клановым культом. По мнению Вэнь Идо, эта новая практика могла быть связана с верованиями цян, погребальный культ которых использовал кремацию, не свойственную жителям Серединных Царств.
Достижение личного бессмертия приписывалось историческим фигурам ретроспективно. Так, популярным персонажем даосских легенд стал Ванцзы Цяо 王子喬, принц Восточной Чжоу. Показательно, что Цай Юн не отождествляет его с историческим персонажем вовсе, утверждая, что он стал «совершенным человеком /один из терминов для „бессмертного“/, но неизвестно в какую эпоху».

## Распространение и вульгаризация
В период Чуньцю понятие бессмертия получило широкое распространение.
Поисками бессмертия занимались императоры и князья. Император Цинь Шихуан, по свидетельству ханьского историка Сыма Цяня («Ши цзи»), сильно беспокоился о грядущей смерти. Во время своих странствий он знакомился с кудесниками и ведунами фанши 方士, надеясь выведать у них тайну эликсира бессмертия. В 219 г. до н. э. он направил на его поиски экспедицию к островам Восточного Моря (см. Сюй Фу, en:Anqi Sheng 安期生). Однако, согласно Сыма Цяню, подобные экспедиции организовывались начиная с 4 века до н. э. Предприятие Цинь Шихуана отличал только беспрецедентный размах.
С полемикой против поисков бессмертия выступал Лу Цзя (240—170 до н. э.), конфуцианский советник первого императора эпохи Хань, в трактате «Синь юй» 新語.
Интерес к обретению бессмертия также проявлял император Хань У-ди (правил в 141—87 до н. э.). Как и Цинь Шихуан, он исполнил имперский ритуал фэн-шань zh:封禅, одной из смысловых составляющих которого была просьба о бессмертии. Согласно «Шицзи», У-ди изъявил готовность оставить жён и детей, в случае если ему будет дано вознестись на небо, как Жёлтому Императору. Примерно в это же время развивается легенда о том, что вознесение Жёлтого Императора не было единоличным, но сопровождалось всей его свитой, включая гарем из 70 человек. Ещё более яркий образ связывается с самоубийством Лю Аня (179—122 до н. э.), вызванным раскрытием его заговора против У-ди, собственного племянника. Согласно преданию, Лю Ань не умер, но стал бессмертным-сянь, а вместе с ним путь на небо заполучили даже его дворовые собаки и куры.
Согласно меморандуму 31 г. до н. э., в империи Хань находились 683 жертвенных зала для встреч с богами и небожителями — такая встреча якобы сулила бессмертие. Вместе с расширением границ империи менялась также стратегия поисков бессмертия: если ранее интерес был направлен к морю на восток, то с покорением западных земель распространилось представление о бессмертии, обретаемом на западной горе Куньлунь у повелительницы Си-ван-му.

## Ранние описания
Тема бессмертия занимает важное место в ранних даосских трактатах. О бессмертии говорится ещё в трактате Даодэцзин, бессмертным считается его автор Лао-цзы. Тема развивается в притчах Чжуан-цзы, этой темы в той или иной степени касаются многочисленные философские трактаты того периода. Помимо философских трактатов теме бессмертия посвящены многочисленные стихи и легенды.
Архаическое представление о душе и смерти упомянуто в чжоуском трактате Цзочжуань и в танских комментариях Кун Инда. Организм человека населён душами хунь (кит. 魂)
и по (кит. 魄), после смерти души хунь направляются вверх, а души по вниз. Объединяясь, души хунь образуют дух шэнь (кит. 神), который направляется на небо, растворяясь в небесном ци (пневме, воздухе). Души по, соединяясь, образуют беса гуй (кит. 鬼), который направляется под землю к жёлтому источнику и постепенно угасает и растворяется там. Через тело осуществляется связь между душами, но когда тело умирает и разлагается, через некоторое время эта связь окончательно теряется, дух отправляется на небеса, а бес — под землю.
Древние даосские трактаты выражают три представления о смерти:

1. Жизнь и смерть — две непременные фазы единого процесса трансформаций-перемен.
2. Смерти как таковой вообще нет — это лишь одна из множества метаморфоз, которые, собственно, и составляют сущность жизни.
3. Жизнь есть безусловное благо, величайшее среди всех благ. Смерть есть зло и её надо преодолеть.

В трактате «Ле-цзы» природа описывается как непрерывный круговорот энергии ци, которая развивается, переходя после смерти в новые формы.

Есть мельчайшие семена. Попадая в воду, они соединяются в перепончатую ткань; на грани с сушей приобретают покров лягушки, раковину моллюска; на горах и холмах становятся подорожником. Подорожник, обретя удобрение от гнилого, становится растением воронья нога. Корни вороньей ноги превращаются в земляных и древесных червей, а листья — в бабочек, бабочки также изменяются и становятся насекомыми. Когда насекомые родятся у соляного поля <у очага>, то будто сбрасывают кожу и называются насекомыми цюйдо. Цюйдо через тысячу дней превращается в птицу, её имя — ганъюйгу. Слюна ганьюйгу становится сыми, а сыми превращается в насекомое илу в пищевом уксусе, а от него — насекомое хуанхуан пищевого уксуса, а от него насекомое цзюю. Насекомое моужуй порождает вошь на тыквах. Растение янси, соединяясь со старым бамбуком, не дававшим ростков, порождает темную собаку, темная собака — барса, барс — лошадь, лошадь -
человека. Человек же снова уходит в мельчайшие семена. Вся тьма вещей выходит из мельчайших семян и в них возвращается.

Вывод, который делается из представления о круговороте всего живого, заключается в том, что если следовать естественной природе, можно постоянно возобновлять себя не умирая. Необходимо следовать тем явлениям, которые постоянны, избегая того, что разрушается. Необходимо следовать также естественным ритмам, чтобы не утрачивать жизненной энергии; следование естественным ритмам позволяет черпать силы из самой природы.
Бессмертные живут в другом временном измерении, один день их жизни длится многие годы. По легендам, бессмертные живут на острове Пэнлай и на других островах, которых поддерживают на плаву гигантские черепахи ао, по другим представлением — на дальнем Западе у горы Куньлунь. Бессмертные питаются особой пищей (например — небесной росой) и потребляют эликсир, продлевающий жизнь.

## Внешняя алхимия
Внешняя алхимия занималась попыткой достижения бессмертия принятием медикаментов, приготовленных особым образом. Так как в природе органических веществ заложено разложение, наибольшую ценность для приготовления эликсиров составляли минералы. Особенно ценились золото и киноварь, сплав которых считался эликсиром. Сочетание иероглифов «золото» и «киноварь» (кит. упр. 金丹, пиньинь jīndān, палл. цзиньдань) со временем приобрело значение эликсира бессмертия (иногда переводится как «золотой эликсир» или «золотая пилюля»).
Подробный критический разбор методов и рецептов внешней алхимии представлен в трактате Гэ Хуна «Баопу-цзы». Трудность получения эликсира заключалась в получении предельно чистых веществ, соблюдении технологии выплавления пилюли, выбора времени начала алхимических процессов, правильных методов принятия пилюли. Трактат обсуждает эликсиры с использованием многочисленных веществ и минералов и приводит истории из жизни бессмертных, а также шарлатанов.
Приготовление эликсиров было популярным вплоть до III—V веков, эликсиры давались также императорам, которые умирали неестественной смертью, современный анализ останков показывает наличие в костях многих императоров мышьяка, ртути и других ядовитых минералов. По мере развития даосизма древние сочинения по внешней алхимии были переосмыслены, минералы и вещества стали пониматься как символы внутренних процессов в организме, и стали развиваться методы внутренней алхимии.

## Внутренняя алхимия
Внутренняя алхимия стала особенно популярна в эпохи Тан и Сун, о ней сохранилось большое количество сочинений этого периода, поэтому по мнению скептиков внутренняя алхимия является поздним явлением. Отдельные элементы внутренней алхимии прослеживаются до Ханьского периода, поэтому имеются также мнения, что внутренняя алхимия практиковалась с древнейших времён и существовала параллельно внешней. Одним из основополагающих трактатов является сочинение Вэй Бояна Цаньтунци II века.
Внутренняя алхимия опирается на представление, что бессмертие достигается за счёт определённых процессов в организме, которые поддерживаются специальными упражнениями и медитациями. Учение о внутренней алхимии обладает следующими особенностями:
- Сочинения по внутренней алхимии опираются на древние сочинения по внешней алхимии, но вещества, которые там описаны (золото, серебро, киноварь, ртуть…), равно как и процессы плавления являются лишь символами, указывающими на организм человека — внутренние органы, меридианы, жидкости, соки, секрецию, потоки энергии.
- Процессы, проходящие внутри человека, взаимосвязаны с природными ритмами — сезонными изменениями природы, циклом день-ночь, фазами луны, ходом Юпитера. Пониманию природных ритмов и явлений посвящён Ицзин. Наблюдая за природой и следуя Ицзину и другим классическим книгам, можно правильно направить внутренние процессы в организме.
- Внутренние процессы регулируются с помощью дыхательных упражнений (цигун) и специальных медитаций. При этом активно используются знания классической китайской медицины о каналах, внутренних органах и потоках энергии ци в организме.
- Огромное значение имеет психологическое состояние адепта, который должен быть настроен на правильные внутренние процессы, не расходуя энергию зря.
- Многочисленные переплавки длятся многие месяцы.
- В процессе переплавок и трансформаций вызревает бессмертный зародыш, который находится в киноварном поле (даньтянь) — полости живота на определённом расстоянии ниже пупка, которая является центром «утробного дыхания».
- Зародыш вскармливается и развивается в течение девяти месяцев (в некоторых рецептах указываются другие сроки), после чего покидает тело через макушку, новое тело уже обладает бессмертием.

Сам себя смог родить таким способом Лао-цзы (буквально — старый ребёнок), матушка Ли вынашивала его 81 год, а комментарии говорят, что Матушка Ли — это не кто иной, как сам Лао-цзы.
Для того, чтобы выращивание зародыша стало возможным, нужно не тратить попусту энергию и поддерживать себя особым образом — правильно питаться, не давать хода эмоциям. В частности, не рекомендуется тратить «эссенции» (цзин) — такие как семя и слюна. Разработаны методы глотания слюны и удержания спермы от семяизвержения. Со внутренней алхимией связана также особая сексуальная практика, при которой удерживается семя, но энергии используются для омоложения организма.

## Бессмертие в средневековом и позднем даосизме
С определённого времени бессмертными стали считаться многие знаменитые даосы, которые смогли «освободиться от трупа». При этом после физической смерти труп их заметно уменьшался, сжимался или вообще исчезал, что служило признаком того, что они освободились и улетели на небеса. В соответствии с даосской алхимией в момент достижения бессмертия бессмертный зародыш вылетал наружу через макушку.
В позднее время бессмертными считались даосские мастера, обладающие «бессмертными костями». Получив титул даосского мастера, адепт получал также «свидетельство о бессмертии», которое характеризовало уже не бессмертие физического тела, а определённое качество костей и духа.

## Бессмертие иреинкарнации
Представление о бессмертии в физическом теле вступили в противоречие с буддийской теорией о блуждании сознания в сансаре. По буддийским представлениям бесконечное поддержание жизни в одном и том же физическом теле не имеет смысла, а сознание крутится в бесконечном цикле перерождений.
По мере развития даосизма и под влиянием буддизма даосские представления о бессмертии сблизились с буддийскими. Понятие о бессмертии стало интерпретироваться как переход в иные реальности с другими жизненными циклами и другим течением времени, цели сохранения своего тела поменялись на цели духовного саморазвития. Более поздние школы даосизма делали основной упор уже на медитациях, подобных буддийским. Большое значение при этом имела сила концентрации сознания, достигаемая при медитации.